# El tránsito de la Magdalena (Antolínez)
El tránsito de la Magdalena es un cuadro del pintor español José Antolínez. Está realizado sobre lienzo. Mide 205 cm de alto y 163 cm de ancho. Fue pintado entre 1660 y 1670. Se encuentra en el Museo del Prado, Madrid, España. 
Este cuadro fue adquirido por Fernando VII en 1829.
Representa el tránsito de María Magdalena.
Utiliza tonos claros, predominando el dorado y el azul que dan una imagen más alegre que las obras tenebristas de la primera mitad del siglo XVII.
Denota influencia de la escuela flamenca del siglo XVII.